# Ismail Khalidi
Ismail Ragib Khalidi, em árabe: إسماعيل راغب الخالدي, (Jerusalém, 13 de novembro de 1916 – Beirute, 2 de setembro de 1968) foi um oficial sênior de assuntos políticos do Departamento de Assuntos Políticos das Nações Unidas . 
Khalidi nasceu em Jerusalém, que na época ainda era parte da Síria Otomana, em 13 de novembro de 1916.  Ele era irmão de Husayin al-Khalidi, pai de Rashid Khalidi e avô do dramaturgo americano, Ismail Khalidi (escritor) .
Khalidi frequentou a Escola St. George e o Arab College (1927–1936), ambos em Jerusalém. Em 1939, recebeu seu bacharelado em ciências políticas pela Universidade Americana de Beirute. Ele completou seus estudos nos Estados Unidos, concluindo seu mestrado pela Universidade de Michigan em 1940 e doutorado na Universidade de Columbia em 1955.
A sua dissertação de doutorado tornou-se o livro Desenvolvimento Constitucional na Líbia, publicado em 1956, com introdução de Adriaan Pelt. Ele também credita Charles Issawi e J. C. Hurewitz por terem contribuído para a criação do livro.   No momento da publicação, foi o primeiro estudo realizado em inglês sobre o desenvolvimento da Constituição da Líbia de 1951. 
Khalidi também atuou como editor assistente no Escritório de Informações de Guerra dos Estados Unidos de 1942 a 1944, e secretário do Instituto para Assuntos Árabes-Americanos de 1945 a 1948.   Ele foi funcionário das Nações Unidas por 19 anos, ingressando originalmente como locutor de rádio. Ele morreu em 2 de setembro de 1968, aos 51 anos, em Beirute, no Líbano. 

## Publicações
- Constitution of the United Kingdom of Libya: Background and Summary. Middle East Journal, Vol. 6, nº 2 (primavera de 1952), pp. 221–228.
- Desenvolvimento Constitucional na Líbia . Beirute: KHAYAT's College Book Collective, 1956. [1] [3] [7]

## Links externos
- Biografia Oficial em Desenvolvimento Constitucional na Líbia, p. 128
- Site memorial oficial